# The Bridge (Sonny Rollins)
| Recensione | Giudizio |
| ---------- | -------- |
| AllMusic   |          |

The Bridge è un album in studio del sassofonista jazz statunitense Sonny Rollins, pubblicato dalla RCA Victore Records nell'aprile del 1962 .

## Tracce
LP (1962, RCA Victor Records, LPM/LSP 2527)
Lato A
1. Without a Song – 7:23 (testo: Billy Rose, Edward Eliscu – musica: Vincent Youmans) – Registrato il 14 febbraio 1962
2. Where Are You? – 5:05 (testo: Harold Adamson – musica: Jimmy McHugh) – Registrato il 13 febbraio 1962
3. John S. – 7:36 (musica: Sonny Rollins) – Registrato il 13 febbraio 1962

Lato B
1. The Bridge – 5:55 (musica: Sonny Rollins) – Registrato il 14 febbraio 1962
2. God Bless the Child – 7:24 (Billie Holiday, Arthur Herzog Jr.) – Registrato il 30 gennaio 1962
3. You Do Something to Me – 6:45 (Cole Porter) – Registrato il 13 febbraio 1962

## Musicisti
- Sonny Rollins – sassofono tenore
- Jim Hall – chitarra
- Bob Cranshaw – contrabbasso
- Ben Riley – batteria (eccetto nel brano: God Bless the Child)
- Harry "H.T." Saunders – batteria (solo nel brano: God Bless the Child)

### Produzione
- Bob Prince – produzione
- Registrazioni effettuate al RCA Victor's Studio B di New York City, New York
- Ray Hall – ingegnere delle registrazioni
- George Avakian – note retrocopertina album originale[3]